# Une bonne leçon (téléfilm)
Pour les articles homonymes, voir Une bonne leçon.
Une bonne leçon est un téléfilm français réalisé par Bruno Garcia, diffusé pour la première fois le lundi 18 novembre 2013 sur TF1.

## Synopsis
Marion, talentueuse avocate parisienne, retrouve sa cadette Sidonie après un voyage au Maroc. Sa jeune sœur est rentrée amnésique et déprimée, le cœur brisé par un certain Diego. Ce dernier aurait profité de sa naïveté pour abuser d'elle.
Furieuse, Marion décide de faire payer le séducteur et se rend aussitôt au club où officie Diego, guide de randonnées. Ce dernier rencontre pour sa part quelques problèmes : s'il est encore surpris dans une position compromettante avec une cliente, il sera sanctionné et envoyé en Islande.
Un jeu du chat et de la souris s'engage entre Marion et Diego, jusqu'à ce qu'une excursion dans le désert vienne changer la donne...

## Fiche technique
- Réalisation : Bruno Garcia
- Scénario : Simona Pantera
- Photographie : Samuel Dravet
- Musique : Christophe La Pinta
- Durée : 100 minutes
- Dates de diffusion :
  - France : 18 novembre 2013 sur TF1 et 23 mai 2021 sur Salto
  - Belgique : 10 août 2021 sur La Une (RTBF)

## Distribution
Sauf indication contraire, les informations mentionnées dans cette section peuvent être confirmées par la base de données cinématographiques IMDb,  présente dans la section « Liens externes ».
- Ingrid Chauvin : Marion
- Frédéric Diefenthal : Diego
- Sören Prévost : François
- Stéphanie Pasterkamp : Sidonie
- Blanche Ravalec : Jeanne
- Jean-Michel Dupuis : Daniel
- Saadallah Fouad : Selim
- Nabil Noir El Mansouri : Rachid
- Brahim Bihi : Farid
- Mostafa El Houari : Anir
- Victoria Monfort : Sabrina
- Mickaël Collart : Thierry
- Antoine Coesens : le mari trompé
- Sebastien Bihi : le médecin spécialisé dans les traumatismes
- Monika Ekiert : la touriste scandinave
- Claire-Lise Lecerf : une touriste

## Lieux de tournage
Sauf indication contraire, les informations mentionnées dans cette section peuvent être confirmées par la base de données cinématographiques IMDb,  présente dans la section « Liens externes ».
- Désert de Merzouga
- Ouarzazate

## Réception
Lors de la rediffusion du téléfilm sur La Une et Tipik, en août 2021, Moustique juge que le téléfilm est « plaisant et drôle [et qu'il] réveille nos envies de voyages tout en nous divertissant [...] même si le scénario est parfois un peu tiré par les cheveux, tant le chaos qui entoure l'histoire de Marion semble improbable ».